# 小行星7338
小行星7338（英語：7338）是一颗围绕太阳公转的小行星。1990年11月12日，H. Shiozawa、鬼沢稔在藤枝市发现了此天体。
这颗小行星的绝对星等为159.8536489173931等。